# Paul Bocuse
Paul Bocuse (Collonges-au-Mont-d'Or, 11 de fevereiro de 1926 - Collonges-au-Mont-d'Or, 20 de janeiro de 2018) foi um chef de cozinha com sede em Lyon, conhecido pela alta qualidade de seus restaurantes e pelas suas abordagens inovadoras à cozinha. Estudante de Eugenie Brazier, foi um dos chefs mais proeminentes associados à nouvelle cuisine (nova cozinha), que é menos opulenta e calorífica do que a culinária tradicional clássica e enfatiza a importância de ingredientes frescos de alta qualidade. Paul Bocuse afirmou que Henri Gault utilizou pela primeira vez o termo, nova cozinha, para descrever os alimentos preparados por Bocuse e outros grandes chefs para o voo inaugural do avião Concorde em 1969.

## Contribuições para a gastronomia francesa
Bocuse não fez muitas contribuições para a gastronomia francesa, tanto direta quanto indiretamente, porque teve inúmeros estudantes, muitos dos quais se tornaram chefs notáveis. Um dos seus estudantes foi o austríaco Eckart Witzigmann, um dos quatro chefs do século e o primeiro cozinheiro de língua alemã e terceiro não-francófono a receber estrelas Michelin. Desde 1987, o Bocuse d'Or foi considerado o prêmio mais prestigiado para os chefs do mundo, e às vezes é visto como o campeonato mundial não oficial para os chefs. Bocuse recebeu inúmeros prêmios ao longo de sua carreira, incluindo a medalha de Comendador da Legião de Honra.
O Culinary Institute of America honrou Bocuse em seu Leadership Awards Gala em 30 de março de 2011. Ele recebeu o prêmio "Chef of the Century". Em julho de 2012, no New York Times, o Culinary Institute of America anunciou que mudaria o nome do restaurante para o Restaurante Bocuse após uma renovação de um ano.
Em 1975 criou sopa de trufas para um jantar presidencial no Palácio Elysée. Desde então, a sopa foi servida no restaurante de Bocuse perto de Lyon como "Sopa V.G.E.", sendo VGE as iniciais do presidente da França Valéry Giscard d'Estaing.

## Restaurantes
O restaurante principal de Bocuse é o restaurante de luxo Auberge du Pont Collonges, perto de Lyon, que serve um menu tradicional há décadas. É um de entre um pequeno número de restaurantes na França que receberam uma classificação de três estrelas do Guia Michelin. Ele também opera uma cadeia de cervejarias em Lyon, chamado Norte, Oriente, Sul e Oeste, cada um dos quais é especializado em um aspecto diferente da culinária francesa. Seu filho, Jerome, hospeda o restaurante Chefs de France dentro do pavilhão francês do Walt Disney World em EPCOT.
Bocuse foi considerado um embaixador da cozinha francesa moderna. Foi homenageado em 1961 pelo título Meilleur Ouvrier de France. Tinha sido aprendiz de Fernand Point, mestre da cozinha francesa clássica; e Bocuse dedicou o seu primeiro livro a ele.

## Falecimento
Bocuse morreu em 20 de janeiro de 2018 em Collonges-au-Mont-d'Or, na Metrópole de Lyon, no mesmo quarto, acima de seu restaurante, em que nasceu em 1926.